# Christoph Friedrich Nilson
Christoph Friedrich Nilson, auch Friedrich Christoph Nilson (* 9. März 1811 in Augsburg; † 19. Dezember 1879 in München) war ein deutscher Historienmaler und Freskant.

## Leben und Werk

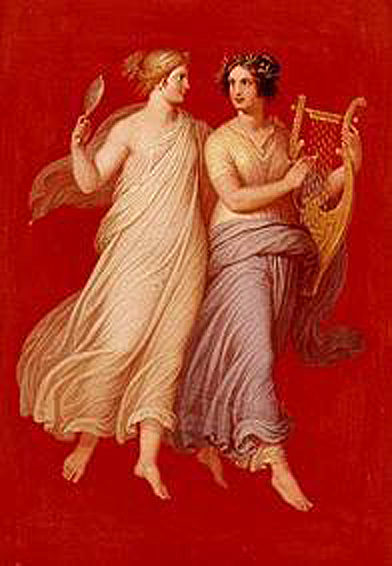
Lyrische und die dramatische Muse aus dem König-Ludwig-Album

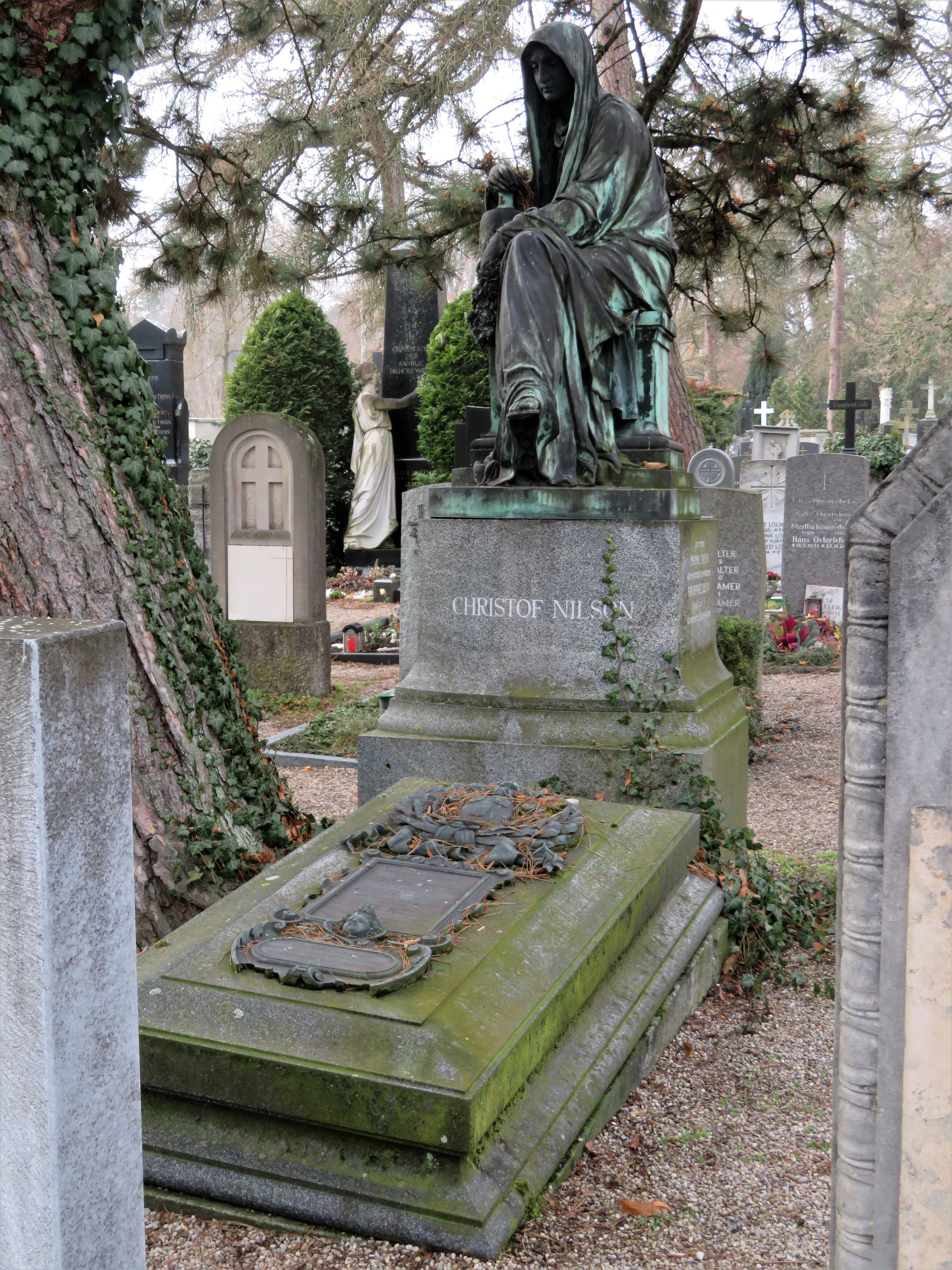
Grab von Christoph Nilson auf dem Protestantischen Friedhof in Augsburg

Christoph Friedrich Nilson entstammte einer Augsburger Künstlerfamilie. Er war ein Enkel von Johannes Esaias Nilson (1721–1788) und Sohn des Graveurs und Kupferstechers Johann Philipp Nilson (1770–1828).
Nilson studierte ab dem 6. Mai 1829 an der Königlichen Akademie der Künste in München das Fach Historienmalerei bei Joseph Schlotthauer und Julius Schnorr von Carolsfeld.
Er war an der Ausführung der Fresken im Schloss Hohenschwangau beteiligt. Gemeinsam mit Franz Xaver Barth, Julius Muhr, Michael Echter, Augustin Palme und Alois Süßmayr war er bei der Ausführung von Fresken nach Wilhelm von Kaulbachs Entwürfen in der Neuen Pinakothek tätig. Von 1841 bis 1844 malte er nach den von Peter von Hess gezeichneten Vorlagen die 39 „Bilder aus den griechischen Befreiungskämpfen“ im nördlichen Gang der Hofgarten-Arkaden. Im Treppenhaus der königlichen Hof- und Staatsbibliothek schuf er eine allegorische Komposition.
1848 entwarf er das von Adrian Schleich gestochene und als Prämie vom Münchner Kunstverein ausgegebene Blatt, dem „Lied von der Glocke“ gewidmet. 1850 malte er die Lyrische und dramatische Muse für das König-Ludwig-Album. Nilson schuf auch gemeinsam mit Joseph Schlotthauer und Joseph Schwarzmann die Wandgemälde im Pompejanum in Aschaffenburg.
Seit 1857 war er als Mitglied des Künstler-Unterstützungsvereins tätig. In seinem Testament verschrieb er sein fast ganzes Vermögen dieser Stiftung.
Christoph Friedrich Nilson starb am 29. Dezember 1879 im Alter von 68 Jahren in München und fand seine letzte Ruhestätte auf dem Protestantischen Friedhof in seiner Geburtsstadt Augsburg. Sein dortiges Grab, in welchem auch seine wenige Tage nach ihm verstorbene Schwester Louise (1812–1880), sein Vater und weitere Verwandte begraben sind, ist erhalten.